# Bermo (Níger)
Bermo es una comuna rural de Níger, chef-lieu del departamento homónimo en la región de Maradi. En 2012 tenía una población de 30 761 habitantes, de los cuales 15 716 eran hombres y 15 045 eran mujeres.
Los principales grupos étnicos son los fulanis, tuaregs, hausas y árabes. Se ubica en la zona de transición entre el área agropastoral del sur y el área ganadera del norte. Por su ubicación en pleno Sahel, su vegetación predominante son marulas, manzanos de Sodoma, acacias de copa plana y datileros del desierto.
Se ubica unos 150 km al noroeste de Maradi, en el límite con la región de Tahoua.